# Latente Klassenanalyse
Die latente Klassenanalyse (engl. Latent Class Analysis, LCA) ist ein Klassifikationsverfahren, mit dem beobachtbare diskrete Variablen zu latenten Variablen zugeordnet werden können. Sie basiert auf einem speziellen Latenten Variablenmodell, bei dem die manifesten und die latenten Variablen kategorial und nicht metrisch sind. Man spricht von latenten Klassen, weil es sich um diskrete latente Variablen handelt. Die latente Klassenanalyse ist ein spezieller Typ eines Strukturgleichungsmodells. Es wird verwendet, um Gruppen oder Untergruppen von Fällen bei multivariaten kategorialen Daten aufzuspüren. Solche Untergruppen werden latente Klassen genannt.  Mit der LCA werden Typologien entwickelt, die empirisch überprüft werden können. Mit der latenten Klassenanalyse lassen sich nicht direkt messbare Konzepte, wie z. B. Milieu, Lebensstile, Freizeitverhalten etc., über direkt messbare Variablen zu Typologien empirisch abbilden.
Die latente Klassenanalyse ist klassischen clusteranalytischen Verfahren überlegen, insbesondere wenn nur wenige beobachtete Eigenschaften oder Eigenschaftsausprägungen vorliegen.
Das Verfahren findet seine Anwendung unter anderem im Bereich der Wirtschaftswissenschaften (insbesondere der Marktforschung).

## Anwendungsbeispiel: Ermittlung segmentspezifischer Nutzenfunktionen
Ziel ist die Ermittlung segmentspezifischer Nutzenfunktionen und die zuverlässige Zuordnung von Segmenten.
Hintergrund und Sinn des Latent-Class-Verfahren: Schätzungen individueller Nutzenfunktionen beruhen i. d. R. auf unzureichender Informationsbasis (Übermüdungserscheinungen der Befragten bei zu vielen Befragungen). Dadurch sind individuelle Schätzungen kaum möglich. Abhilfe wird durch aggregierte Verfahren geschafft, dies kann jedoch nur bei hoher Übereinstimmung der Befragten gerechtfertigt werden. Diese hohe Übereinstimmung findet sich in Segmenten.
Vorgehen des Latent-Class-Verfahrens: anstelle einer einheitlichen Nutzenfunktion (wie sie zum Beispiel die Conjoint-Analyse verwendet) wird für jedes Segment eine eigene Nutzenfunktion geschätzt. Jeder Befragte gehört zu jedem Segment mit einer Wahrscheinlichkeit ungleich Null. Durch diese vorerst uneindeutige Zuordnung zu Segmenten werden fehlerhafte Zuordnungen vermieden. Durch einen iterativen Prozess unter Anwendung eines speziellen Algorithmus werden segmentspezifische Nutzenfunktionen und die Wahrscheinlichkeit zur Segmentzugehörigkeit ermittelt. Die Anzahl der Segmente (Latent Classes) sollte eigentlich ex ante vorgegeben werden, da die Grundannahme vorherrscht, dass es eine „wahre Anzahl segmentspezifischer Nutzenfunktionen“ gibt. In der Praxis ist dies jedoch kaum möglich. Vielmehr wird für verschiedene Anzahlen von Segmenten der Lösungsalgorithmus wiederholt und anhand eines Informationskriteriums (Consistent Akaike Information Criterion, CAIC) ermittelt.
Bewertung des Verfahrens: vorteilhaft ist die hohe Effizienz des Verfahrens insbesondere unter dem Aspekt, dass nur wenig Daten pro Befragtem notwendig sind. Interne Validität, Überkreuz- und prognostische Validität erwiesen sich bei diesem Verfahren als recht hoch. Ein Maß für die inhaltliche Validität bietet beispielsweise der Likelihood-Quotienten-Index, der zwischen 0 und 1 liegt. Ist er z. B. bei 0,7, wurden die Daten durch die Nutzenfunktion sehr gut abgebildet. Die Zuordnung zu Segmenten kann übrigens deutlich verbessert werden, wenn die Anzahl der Befragungen pro Befragtem steigt.